# Écrinsite
L'écrinsite (simbolo IMA: Écr) è un minerale del gruppo della sartorite appartenente alla famiglia dei "solfuri e solfosali" con composizione chimica AgTl3Pb4As11Sb9S36.

## Etimologia e storia
L'écrinsite prende il nome dalla sua località tipo, il Parco nazionale degli Écrins nei pressi di Gap, Grenoble e Briançon in Francia (44.8125°N 6.32167°E).

## Classificazione
L'écrinsite è un minerale approvato dall'Associazione Mineralogica Internazionale (IMA) come minerale indipendente nel 2015, quindi non è elencata nella classica nona edizione della sistematica dei minerali di Strunz, che è stata aggiornata dall'IMA fino al 2009.
Il minerale è presente nell'edizione successiva, proseguita dal database "mindat.org" e chiamata Classificazione Strunz-mindat, dove l'écrinsite è elencata nella classe "2. Solfuri e solfosali (solfuri, seleniuri, tellururi; arseniuri, antimoniuri, bismuturi; solfoarseniuri, solfoantimonuri, solfobismuturi, ecc.)" e nella sottoclasse "2.H Solfosali di archetipo SnS"; essa è ulteriormente suddivisa in base all'eventuale presenza di certi metalli, in modo da trovare il minerale nella sezione "2.HC Con solo Pb" dove forma il sistema nº 2.HC.05e insieme a decatriasartorite, endecasartorite, eptasartorite e incomsartorite.

## Abito cristallino
L'écrinsite cristallizza nel sistema triclino nel gruppo spaziale P1 (gruppo nº 1) con i parametri reticolari a = 8,080(2) Å, b = 8,533(2) Å, c = 22,613(4) Å, α = 90,23(3)°, β = 97,17(3)° e γ = 90,83(3)°, oltre a 1 unità di formula per cella unitaria.

## Origine e giacitura
L'écrinsite è di origine idrotermale a bassa temperatura, legata al tettonometamorfismo; qui è stata trovata associata a jasrouxite, stibnite, smithite, guettardite, chabournéite, pierrotite, zinkenite ricca di arsenico.
L'écrinsite è un minerale rarissimo ed è stato trovato solo nella sua località tipo, Parco nazionale degli Écrins in Francia e presso il deposito "Vorontsovka" a Turinsk nell'oblast' di Sverdlovsk in Russia.

## Forma in cui si presenta in natura
L'écrinsite si presenta raramente come cristalli prismatici con forme complesse e più tipicamente come aggregati massicci, con dimensioni fino a 1,5 mm. La lucentezza dei cristalli è metallica con trasparenza opaca; il loro colore del minerale è grigio scuro e il colore del suo striscio è nero.